# تشارلز هارتشورن
تشارلز هارتشورن (بالإنجليزية: Charles Hartshorne)‏ ولد في 5 يونيو عام 1897، وتوفي في 9 أكتوبر عام 2000، كان فيلسوفًا أمريكيًا، انشغل بفلسفة الدين والميتافيزيقا، لكنه ساهم أيضًا في علم الطيور. طوّر هارتشورن الفكرة النيوكلاسيكية عن الله، وأسهم بنموذج برهاني للتدليل على وجود الله، مطورًا الحجة الأنطولوجية للقديس أنسلم. يشتهر هارتشورن أيضًا بتطوير فلسفة الصيرورة لألفريد نورث وايتهيد إلى لاهوت الصيرورة.

## الحياة المهنية
أصبح هارتشورن أستاذًا في الفلسفة في جامعة شيكاغو (1928-1955) بعد عمله في جامعة هارفارد، وكان عضوًا في الكلية اللاهوتية الفيدرالية للجامعة (1943-1955). درَّس هارتشورن بعد ذلك في جامعة إيموي (1955-1962)، ثم في جامعة تكساس (1962-التقاعد). نشر هارتشورن مقالته الأخيرة بعمر 96 عامًا، وألقى محاضرته الأخيرة في سن 98 عامًا.
اختير هارتشورن ليكون محاضرًا خاصًا أو أستاذًا زائرًا في جامعة ستانفورد، وجامعة واشنطن، وجامعة ييل، وجامعة فرانكفورت، وجامعة ميلبورن، وجامعة كيوتو. عمل رئيسًا للجمعية الميتافيزيقية الأمريكية في عام 1955. انتُخب زميلًا للأكاديمية الأمريكية للفنون والعلوم في عام 1975.

## التأثيرات الفكرية
أدرك هارتشورن تأثره بماثيو أرنولد (الأدب والدوغما)، ومقالات إيمرسون، وشارل ساندرز بيرس، وخاصة ألفريد نورث وايتهيد. كان روفوس جونز مدرسًا بهافيرفورد ومعلمًا لهارتشورن. وجد هارتشورن إلهامًا في أعمال جوزيه رويس (مشكلة المسيحية)، وويليام جيمس، وهنري بيرغسون، ورالف بارتون بيري، و نيقولا بيرديائيف. أجرى هارتشورن مراسلات طويلة مع إدغار س. برايتون من جامعة بوسطن على مدار 23 سنة، حول رؤاهما الفلسفية واللاهوتية.
وعلى الجانب الآخر، كان لهارتشورن تأثير على اللاهوتيين ماثيو فوكس ودانيال داي ويليامز ونورمان بيتينجير وغريغوري أ. بويد وشوبيرت م. أوغدين (ولد في 2 مارس عام 1928)، وجون ب. كوب، وعلى الفلاسفة الأمريكيين فرانك إيبرسول ودانيال دومبروفسكي، وعلى عالم البيولوجيا والمستقبليات الأسترالي تشارليز بيرش.

## الفلسفة واللاهوت
عُرفت الحركة الفكرية التي ارتبط بها هارتشورن باسم لاهوت الصيرورة، في إشارة إلى الحقل الفلسفي المشابه لها المسمى فلسفة الصيرورة. ترجع الجذور الفكرية لفكر الصيرورة في الفلسفة الغربية إلى الفيلسوف الإغريقي هرقليطس، وفي الفلسفة الشرقية إلى البوذية. نشأت فلسفة الصيرورة في الفلسفة المعاصرة من أعمال ألفريد نورث واتيهيد، ولكنها تطورت بمساهمات مهمة من ويليام جيمس وتشارليز بيرس وهنري بيرغسون، ولكن هارتشورن يُعد بمثابة الأب بالنسبة للاهوت الصيرورة الذي نشأ بعد الحرب العالمية الثانية.
تتمثل الدلائل الرئيسة لفلسفة الصيرورة في: التجريبية والعقلانية والصيرورة والوقائع.
تعود علاقة فلسفة الصيرورة بالتجريبية بكونها إطارًا فلسفيًا يشير إلى أهمية مجال التجربة لتحديد المعنى والتحقق من أي نظرية عن الواقع. يأخذ فكر الصيرورة مقولة المشاعر بما يفوق مجرد الحواس والتصورات البشرية، على عكس التجريبية الكلاسيكية. لا تُحد التجارب بالحواس أو الوعي، إنها سابقة على الحس وسابقة على الوعي، التجربة مادة خام ينشأ منها كلٌ من الوعي والإدراك.
تشير دالة العقلانية إلى كلٍ من التجربة والعلاقات. إذ تخضع الأشياء لتجربة الإنسان، وينتبه الإنسان أيضًا إلى العلاقات بين الأشياء. تعني دالة الصيرورة أن كلا من الزمن والتاريخ في حالة تغير تطورية دينامية. تشير دالة الوقائع النهائية إلى كل الوحدات (العضوية وغير العضوية) للعالم.
يعترف هارتشورن بأهمية تأثير وايتهيد على أفكاره، ولكن تظهر العديد من عناصر فلسفته بوضوح في أطروحته، المكتوبة عام 1923، قبل تعرضه لأفكار وايتهيد، خاصة في طبيعة الاحتمال. يسوغ وايتهيد مجال الاحتمالات بحدود يسميها الموضوعات السرمدية. لم يكن هارتشورن سعيدًا بهذا الطرح، واتبع بيرس في تفكيره في مجال الاحتمالات بصفته تسلسلًا لا تراتبًا، ويمكن قطعه إلى عدد لانهائي من الأقسام. الصفات القاطعة، مثل درجة معينة من درجات اللون الأزرق، تنشأ في الصيرورة الخلقية.
يختلف هارتشورن عن وايتهيد في أن وايتهيد يتحدث عن الله غالبًا بوصفه كيانًا مفردًا واقعيًا، بينما يفضل هارتشورن التفكير في الله بوصفه كيانات واقعية مرتبة شخصيًا، ويظهر كل منها الصفات المجردة للرب، مثل ضرورات الحب والمعرفة والقوة. يطرح لاهوت الصيرورة الذي طوره هارتشورن أن الله والعالم موجودان في علاقة متغيرة ودينامية، أن الله إله ثنائي الشق، ويعني هارتشورن بذلك أن للإله شقين؛ أحدهما مجرد والآخر واقعي. يشير الشق المجرد إلى العناصر الخلالية للإله الثابتة عديمة التغير، مثل هوية الله، بينما يشير الشق الواقعي إلى النمو العضوي للمعرفة الكاملة للإله بالعالم، أثناء تغير العالم وتطوره. لم يوافق هارتشورن على الادعاء التأليهي الكلاسيكي عن «الخلق من العدم»، بل اعتقد بـ«الخلق من المواد الموجودة مسبقًا»، بالرغم من عدم استخدام هذا التعبير.
يستخدم هارتشورن مصطلح وحدة الموجود، الذي صكه كارل كريستيان فريدريش كراوس للمرة الأولى في عام 1828. يختلف مصطلح وحدة الموجود (الكل في الله) عن الواحدية (الله كل). يرى هارتشورن أن الله لا يتطابق مع العالم، ولكنه ليس مستقلًا عن العالم بالكامل. للإله هويته المتعالية على الكون، ولكن العالم مطوي بيد الله أيضًا. يمكن رسم تشبيه فضفاض، لتشبه تلك الرؤية العلاقة بين الأم والجنين. فللأم هوية مستقلة تختلف عن هوية الجنين، ولكنها تتصل بهذا الجنين. يحتوي رحم الأم على الجنين، ويتصل بها الجنين عن طريق الحبل السري.
عمل هارتشورن على الحجة الأنطولوجية لوجود الله التي أسس لها القديس أنسلم. تطرح تلك الحجة الأنسلمية أن «الله كيان لا يمكن تصور أعظم منه». استخدمت حجة أنسلم مفهوم الكمال. بينما يعتقد هارتشورن أن حجته الأنطولوجية مستساغة، لم يؤكد أبدًا أنها كافية بذاتها لإثبات وجود الله. يقدر الله على تجاوز نفسه بالنمو والتغير المستمر في معرفته وشعوره بالعالم.
يعترف هارتشورن بقدرة الله على التغير، بما يتسق مع الربوبية الكلية، ولكنه رفض مبكرًا الربوبية والربوبية الكلية لصالح وحدة الموجود، كاتبًا «عقيدة وحدة الموجود تنطوي على الربوبية والربوبية الكلية باستثناء إنكاراتها الاعتباطية».
لم يعتقد هارتشورن بخلود الروح البشرية باعتبارها هويات مستقلة عن الله، ووضح أن كل الجمال المبدع في حياة الشخص سيخلد في حقيقة الله. يُفهم هذا الموقف في ضوء الهندوسية، أو ربما أنطولوجيا السونياتا (الفراغ) البوذية، بأن هوية الشخص تتميز باتحاده المطلق مع الله، ولكن حياة الشخص عبر الله أبدية. حضر هارتشورن الخدمة في العديد من كنائس التوحيدية العالمية، وانضم للكنيسة التوحيدية العالمية في أوستن (تكساس).

## النقد
تعرضت الرؤى الفلسفية واللاهوتية لهارتشورن للنقد في عديد من الجوانب. يقلل النقد الإيجابي من شأن تأكيد هارتشورن على التغير والصيرورة والخلقية، بعدم جدوى هذا التأكيد في تصحيح التفكير الجمودي حول القوانين العليا والجبرية. يؤكد المعلقون أن موقفه يدعم التماسك الميتافيزيقي بتوفير سلسلة من المفاهيم المتماسكة.
يشير آخرون إلى قيمة التأكيد الهارتشورني على تقدير الطبيعة (الجلي في اهتمام هارتشورن بمشاهدة الطيور). ساعد تأكيده على العلاقة بين الطبيعة والإنسان-الإلهي للعالم في إنشاء العديد من الأعمال التأملية، التي ساعدت على تطوير لاهوت حول التلوث وإهدار الموارد وفلسفة البيئة. يُضاف لذلك تأكيد هارتشورن على الجماليات. يحقق في نسقه الفكري عن العلم واللاهوت بعض الترابط بين العلم واللاهوت موفرًا بعض البيانات عن كل منهما.
كان هارتشورن شخصية مهمة في رفع مكانة اللاهوت الطبيعي، ووفر فهمًا لله بوصفه كيانًا شخصيًا ديناميًا. يتفق عدد من الفلاسفة على أن هارتشورن حوَّل فكرة الكمال إلى فكرة معقولة، وبالتالي يُعتبر إسهامه في الأنطولوجيا قيّمًا للنقاش الفلسفي الحديث.

## روابط خارجية
- تشارلز هارتشورن على موقع الموسوعة البريطانية (الإنجليزية)